# Diapoma
Diapoma is een geslacht van straalvinnige vissen uit de familie van de karperzalmen (Characidae).

## Soorten
- Diapoma pyrrhopteryx Menezes & Weitzman, 2011
- Diapoma speculiferum Cope, 1894
- Diapoma terofali (Géry, 1964)
- Diapoma thauma Menezes & Weitzman, 2011